# Eleonora Lo Bianco
Eleonora Lo Bianco é uma jogadora de voleibol da Itália que atua como levantadora. Sua carreira profissional começou em 1994 quando ela jogou a série C do Campeonato Italiano pelo Pallavolo Omegna. Sua estreia pela seleção nacional seria alguns anos depois, em 1998. Lo Bianco hoje é uma das principais jogadoras da seleção italiana, sendo a capitã da equipe. Seu enorme talento a tornou uma das melhores levantadoras do mundo.

## Clubes
| Clube                | País    | Temporadas |
| Pallavolo Omegna     | Itália  | 1994-1998  |
| Club Italia          | Itália  | 1998-1999  |
| FV Busto Arsizio     | Itália  | 1999-2000  |
| Teodora Ravenna      | Itália  | 2000-2002  |
| Pieralisi Jesi       | Itália  | 2002-2005  |
| Foppapedreti Bergamo | Itália  | 2005-11    |
| Galatasaray          | Turquia | 2011       |

## Premiações por clubes
- Campeonato Italiano 2005-06 (Bergamo)
- Copa Itália de Voleibol 2005-06 (Bergamo)
- Champions League 2006-07 (Bergamo)
- Copa Itália de Voleibol 2007-08 (Bergamo)
- Champions League 2008-09 (Bergamo)
- Champions League 2009-10 (Bergamo)
- Campeonato Italiano 2010-11 (Bergamo)

## Premiações individuais
- Campeonato Europeu de Voleibol Feminino de 2005 - melhor levantadora
- Grand Prix de Voleibol de 2006 - melhor levantadora
- Champions League de 2007 - melhor levantadora
- Campeonato Europeu de Voleibol Feminino de 2009 - melhor levantadora
- Champions League de 2010 - melhor levantadora
- Copa Itália de 2010 - melhor levantadora